# Australian Open (Squash)
Die Australian Open sind ein jährlich stattfindendes Squashturnier für Herren und seit 2024 auch für Damen. Das Turnier wurde 1980 ins Leben gerufen und war zuletzt als Turnier der Kategorie PSA World Tour Bronze Teil der PSA World Tour. Das Gesamtpreisgeld betrug 52.500 US-Dollar. In den Jahren 2010 und 2011 war das Turnier Teil der PSA World Series, in den Jahren 2016 bis 2021 nur ein Turnier der Kategorie PSA Challenger 10.
Rekordsieger bei den Herren ist Rodney Martin, der in den Jahren 1985, 1986, 1990, 1992 und 1993 gewann. Mit sieben Titeln hält Vicki Cardwell zwischen 1979 und 1989 den Rekord bei den Damen.

## Sieger

### Herren
| Jahr                          | Sieger                 | Finalgegner      | Ergebnis                          |
| ----------------------------- | ---------------------- | ---------------- | --------------------------------- |
| 2025                          | Karim Abdel Gawad      | Paul Coll        | 9:11, 11:6, 13:11, 11:9           |
| 2024                          | Youssef Soliman        | Victor Crouin    | 11:8, 11:4, 4:11, 11:6            |
| 2022                          | Miguel Ángel Rodríguez | Greg Lobban      | 8:11, 11:8, 11:1, 11:9            |
| 2016–2021: nicht ausgetragen  |                        |                  |                                   |
| 2015                          | Paul Coll              | Cameron Pilley   | 11:7, 5:11, 11:6, 11:5            |
| 2013, 2014: Nicht ausgetragen |                        |                  |                                   |
| 2012                          | Ramy Ashour            | Omar Mosaad      | 11:9, 11:9, 11:6                  |
| 2011                          | Ramy Ashour            | Nick Matthew     | 14:12, 11:6, 10:12, 11:8, 11:4    |
| 2010                          | Nick Matthew           | Ramy Ashour      | 14:16, 11:7, 12:10, 11:4          |
| 2009                          | Stewart Boswell        | Cameron Pilley   | 11:8, 7:11, 11:8, 10:12, 11:9     |
| 2008                          | David Palmer           | Kashif Shuja     | 11:7, 14:12, 11:8                 |
| 2007                          | Stewart Boswell        | Cameron Pilley   | 11:4, 11:6, 6:11, 7:11, 11:6      |
| 2006                          | Stewart Boswell        | David Palmer     | 7:11, 11:8, 4:11, 12:10, 11:2     |
| 2005                          | Anthony Ricketts       | David Palmer     | 11:9, 11:8, 11:9                  |
| 2004                          | Dan Jenson             | Cameron Pilley   | 4:15, 15:5, 15:8, 15:5            |
| 2003                          | Dan Jenson             | Paul Price       | 12:15, 15:12, 15:11, 15:2         |
| 2002                          | Stewart Boswell        | Anthony Ricketts | 13:15, 9:15, 15:9, 15:2, 15:11    |
| 2001                          | Tommy Berden           | Anthony Ricketts | 15:12, 17:16, 11:15, 12:15, 15:13 |
| 2000                          | Anthony Ricketts       | Paul Price       | 15:6, 12:15, 15:2, 11:15, 15:13   |
| 1999: Nicht ausgetragen       |                        |                  |                                   |
| 1998                          | Jonathon Power         | Anthony Hill     | 15:10, 15:8, 15:8                 |
| 1997                          | Rodney Eyles           | Brett Martin     | 15:9, 11:15, 17:15, 15:17, 17:15  |
| 1996                          | Brett Martin           |                  |                                   |
| 1995: Nicht ausgetragen       |                        |                  |                                   |
| 1994                          | Brett Martin           |                  |                                   |
| 1993                          | Rodney Martin          | Chris Dittmar    | 15:13, 14:17, 15:8, 15:7          |
| 1992                          | Rodney Martin          | Jansher Khan     | 15:12, 15:12, 15:8                |
| 1991                          | Chris Dittmar          | Jahangir Khan    | 15:10, 14:17, 15:10, 15:8         |
| 1990                          | Rodney Martin          | Chris Dittmar    | 15:11, 13:15, 15:9, 15:10         |
| 1989                          | Chris Dittmar          |                  |                                   |
| 1988                          | Chris Dittmar          |                  |                                   |
| 1987                          | Chris Robertson        |                  |                                   |
| 1986                          | Rodney Martin          |                  |                                   |
| 1985                          | Rodney Martin          |                  |                                   |
| 1984                          | Tristan Nancarrow      |                  |                                   |
| 1983: Nicht ausgetragen       |                        |                  |                                   |
| 1982                          | Jahangir Khan          |                  |                                   |
| 1981                          | Geoff Hunt             |                  |                                   |
| 1980                          | Geoff Hunt             |                  |                                   |

### Damen
| Jahr | Siegerin      | Finalgegnerin | Ergebnis               |
| ---- | ------------- | ------------- | ---------------------- |
| 2025 | Olivia Weaver | Amina Orfi    | 4:11, 11:9, 11:1, 11:9 |
| 2024 | Salma Hany    | Amina Orfi    | 11:5, 11:8, 11:9       |